# NTT Communications

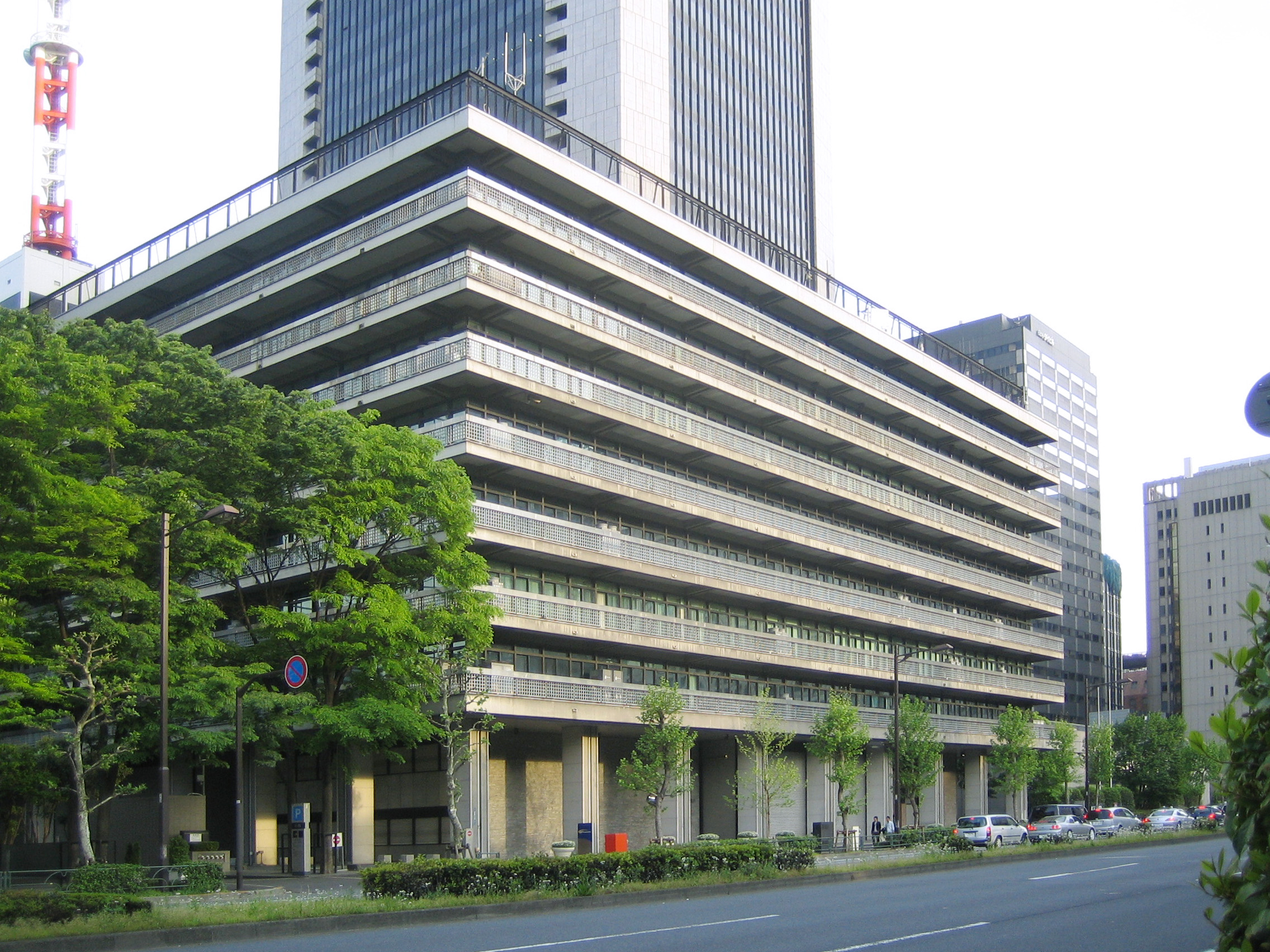
Edifício da NTT em Hibiya, Tóquio.

A NTT Communications (エヌ・ティ・ティ・コミュニケーションズ株式会社, NTT Communications Kabushiki-gaisha) ou NTT Com, é uma subsidiária da Nippon Telegraph and Telephone (NTT). A corporação é maior empresa do mundo de telecomunicações. A NTT Com fornece gerenciamento de rede, segurança e serviços de soluções para consumidores, empresas e governos.
A NTT Com Group tem mais de 30 empresas na região da Ásia-Pacífico, Europa e Américas.

## Subsidiárias
A lista a seguir consiste das principais empresas subsidiárias da NTT Com: telecom
- HKNet
- Netmagic Solutions
- NTT America, Inc.
- NTT Brazil
- NTT Com Asia
- NTT Com Security (ex Integralis)
- NTT Com Thailand
- NTT Europe Ltd
- NTT MSC
- NTT Resonant Inc.
- Verio Inc
- Virtela

## Proprietária
Nippon Telegraph and Telephone Corporation (日本電信電話株式会社, Nippon Denshin Denwa Kabushiki-gaisha): 100% subsidiária integral.